# Gràcia (metrostation)
Gràcia is een station in het district Gràcia in Barcelona beheerd door Ferrocarrils de la Generalitat de Catalunya. Het maakt deel uit van de gedeelten van de Metro van Barcelona en Metro del Vallès stoptreinnetwerken. De opening was in 1929 als deel van FGC's Gràcia lijn en was het eindstation van alle forensentreinen die tegenwoordig bekendstaan als de Metro del Vallès. Dit station ligt onder de Plaça de Gal·la Placídia. In de toekomst zal het station ook aan Lijn 8 liggen met de verwachte uitbreiding van die lijn waardoor alle drie de FGC-metrolijnen die in de stad rijden bij een station bij elkaar komen.

## Lijnen
- Metro van Barcelona FGC lijnen L6 en L7.
- Metro del Vallès FGC stoptreinlijnen S1, S2, S5 en S55.